# Jean Pougnet
Jean Pougnet (Mauritius, 20 luglio 1907 – Worthing, 14 luglio 1968) è stato un violinista e primo violino orchestrale britannico che fu molto apprezzato sia nel repertorio più leggero che in quello classico più serio durante la prima metà del ventesimo secolo. È stato il primo violino della London Philharmonic Orchestra dal 1942 al 1945.

## Biografia
Jean Pougnet nacque alle Mauritius da genitori britannici. Suo padre aveva una posizione di servizio civile ed era un eccellente pianista dilettante che dava lezioni. La famiglia si trasferì in Inghilterra nel 1909 quando Jean aveva due anni. La sua abilità musicale fu riconosciuta da sua sorella Marcelle, che gli diede alcune lezioni di violino ed influenze musicali provenivano anche dal fratello maggiore René, un pianista. Accadde che fossero vicini del famoso insegnante di violino Rowsby Woof, che lo accolse come allievo privato. Nel 1919 (a 11 anni) vinse una borsa di studio per la Royal Academy of Music e studiò lì per sette anni.

## Inizi della carriera
Pougnet fece la sua prima apparizione pubblica a dodici anni alla King's Hall, al Covent Garden, ma la sua vera occasione fu un recital solista alla Wigmore Hall poco prima del suo sedicesimo compleanno ed una apparizione poco dopo in un concerto Promenade concert. Mentre era ancora all'Accademia fondò un quartetto. Un Jean Pougnet Quartet apparve pubblicamente alla Wigmore Hall nel marzo del 1926 per eseguire il Quartetto op. 18, n. 3 di Beethoven, il Quartetto in sol minore di Vaughan Williams e il Quartetto di Ravel. Il gruppo era composto da Pougnet, Hugo Rignold come secondo violino (in seguito un celebre direttore d'orchestra), Harry Berly (illustre allievo di Lionel Tertis) come viola e Douglas Cameron (violoncello). All'incirca in questo periodo assistette il Music Society String Quartet (in seguito chiamato l'International String Quartet), composto da André Mangeot e Boris Pecker (violini), Harry Berly (viola) e John Barbirolli (violoncello), nelle registrazioni della Fantasia in 5 parti (in una nota) di Purcell e il Phantasy Quintet per archi di Vaughan Williams (1912), per la National Gramophonic Society.
Come Hugo Rignold per diversi anni Jean Pougnet fece la sua carriera in orchestre e bande leggere, oltre che attraverso i recital classici di Wigmore Hall. Fece virtù di questa necessità, riconoscendo la sua validità e le sfide per il musicista professionista. L'orchestra di Jack Hylton fu inizialmente ampliata dal Pougnet String Quartette (con Eric Siday al posto di Hugo Rignold) all'inizio del 1926 presso il Kit-Kat Club. Nell'ottobre del 1928 Jean Pougnet e la sua orchestra (un complesso di Jack Hylton) si esibirono al Green Park Hotel di Piccadilly. Nel periodo 1928-1930 suonò frequentemente con la New Mayfair Orchestra, l'orchestra di studio della HMV, sotto la direzione di Carroll Gibbons o Ray Noble. Jean Pougnet e la sua band suonarono al Berkeley Hotel Piccadilly tra il gennaio e l'aprile 1930. Nel 1929 sposò Frances Lois, di Londra; non ebbero bambini.

## Opportunità classiche
Appena comparvero delle opportunità durante gli anni '30, Pougnet lasciò l'ambiente della band per concentrarsi su recital, concerti, musica da camera, trasmissioni, registrazioni e lavoro negli studi cinematografici. La sua reputazione classica in questo periodo è dimostrata in una registrazione "dal vivo" che si è conservata della Sinfonia Concertante di Mozart con Bernard Shore (viola principale della BBC Symphony Orchestra) in un concerto Promenade alla Queen's Hall dell'8 settembre 1936, sotto Sir Henry Wood. Le registrazioni commerciali comprendono Rondo in do maggiore K.373 di Mozart (Columbia DX769, nel 1937) e l'Adagio in Mi, K.261 di Mozart (Columbia DX957, nel 1939). Il trio d'archi di Pougnet, con William Primrose (viola) e Anthony Pini (violoncello), fu trasmesso prima della guerra. (Anthony Pini aveva registrato con il Pro Arte Quartet durante gli anni '30 e lui ed Henry Holst collaboravano con Louis Kentner e Solomon in registrazioni di trio di pianoforte nei primi anni '40). Con Frederick Riddle che sostituiva Primrose (permanentemente) alla viola, il trio di Pougnet registrò il trio d'archi (1931) in sol maggiore di EJ Moeran nel maggio 1941. Durante la guerra continuò a fare tournée come solista nelle province, a volte condividendo il palco con Leon Goossens o Anthony Pini. Nel 1943 (6 novembre) eseguì la Sinfonia Concertante di Mozart con Maurice Ward (viola) sotto Sir Adrian Boult per la Royal Philharmonic Society.
Allo scoppio della guerra Pougnet fu scelto per guidare la BBC Salon Orchestra, che fece molto lavoro utile per il morale del pubblico fino a quando non si sciolse nel 1942. A questo punto la London Philharmonic Orchestra, che aveva bisogno di un sostituto per il suo primo violino Thomas Matthews (e in la scia alla distruzione della Queen's Hall insieme a molti degli strumenti dell'orchestra nel 1941), diede il posto a Pougnet, "un meticoloso strumentista di gusto impeccabile", sebbene avesse avuto un'esperienza limitata nell'esecuzione della musica sinfonica. La LPO, avendo stretto un accordo con Sir Thomas Beecham, fino ad allora non aveva collaborato con i Concerti Promenade, ma nel 1942 Pougnet fu immediatamente chiamato a guidare l'orchestra come primo violino in molte grandi opere che non aveva suonato prima, con prove minime, sotto la direzione di Sir Henry Wood, Sir Adrian Boult e Basil Cameron. Affrontò questa straordinaria sfida brillantemente. Il coinvolgimento con i Proms continuò nel 1943 e nel 1944, la stagione del Giubileo di Sir Henry Wood. Pougnet, guidando così l'orchestra negli ultimi anni della guerra, rimase in carica fino alla fine del 1945.

## Dopoguerra: concerti e registrazioni
Con una carriera ininterrotta, Pougnet preso una parte importante nella musica del dopoguerra in Gran Bretagna. Iniziando la sua carriera da solista nel dicembre 1945, fece un'impressione con il concerto per violino di Ernest Bloch in un concerto al Covent Garden e diede la prima inglese di un concerto di Richard Arnell. Altri compositori dedicarono opere a lui. Durante l'inverno del 1946-1947 perfezionò la sua interpretazione del concerto di Delius con Sir Thomas Beecham, le loro esibizioni a Croydon (27 ottobre 1946) e al Festival di Delius, nella Royal Albert Hall (8 novembre 1946) e al People's Palace in Aprile 1947, che copre le sessioni di registrazione degli Abbey Road Studios del 31 ottobre e 1º novembre 1946. La registrazione in tempo di guerra di un lavoro di Albert Sammons (che parla dello "splendore sbalorditivo di un tramonto"), sebbene preferita da alcuni, fu cancellata quando la versione di Pougnet fu pubblicata e questa diventò la registrazione standard per molti anni. Eseguì il concerto ai Proms nell'agosto del 1951 con la LSO.
Molte delle registrazioni di Pougnet sono state fatte tra la fine degli anni '40 e l'inizio degli anni '50, durante il passaggio dai dischi a 78 giri ai dischi LP, con il risultato che le prestazioni classiche venivano spesso rimpiazzate da versioni di altri artisti man mano che la tecnologia più recente si stabilizzava e solo di recente sono diventate nuovamente più disponibili. La sua registrazione del concerto doppio di Bach con Arthur Grumiaux (Philharmonia Orchestra sotto Walter Susskind) ebbe una vita limitata. Il trio Pougnet, Riddle e Pini continuò a trasmettere e registrò i trii di Beethoven (diversi volumi), Haydn (op. 53 n. 1, 2 e 3), il Divertimento in Mi bemolle maggiore K 563 di Mozart e la Serenata op 10 di Dohnányi. Pini era stato nel frattempo violoncellista del raffinato Philharmonia Quartet con Henry Holst, Ernest Element e Herbert Downes. Pougnet e Riddle presero il secondo violino e la viola con Pini e Holst nella registrazione del quartetto di Mozart Hunt (n. 17 in si bemolle maggiore) del Philharmonia Quartet.
Nello stesso periodo Pougnet realizzò la sua famosa registrazione di The Lark Ascending di Ralph Vaughan Williams (London Philharmonic Orchestra, Adrian Boult, 1952) e suonò l'assolo nella registrazione della stessa compagnia di En Saga di Jean Sibelius. Il suo lavoro provinciale rimase in gran parte concentrato sull'Inghilterra meridionale (visse varie volte a Ferring (West Sussex) ea Worthing) e fino al 1956 guidò i concerti del Grand Hotel Palm Court di Eastbourne. Ricercò sempre esecuzioni e registrazioni della musica da camera più seria, in associazione con il Dolmetsch Ensemble e registrò le sonate di Leclair con Arnold Goldsbrough (clavicembalo) e James Whitehead (viola da gamba) per il Volume VI del progetto History of Music in Sound. La sua registrazione nel 1951 del concerto per violino, clavicembalo e archi di Dittersdorf avvenne con Lionel Salter e il London Baroque Ensemble sotto Karl Haas.
Continuò a lavorare in gruppo con opere moderne, registrando il Quintetto di Robert Still con Francisco Gabarro (violoncello), Geoffrey Gilbert, George Crozier e Lionel Solomon (flauto), la Little Symphony n. 3, op. 71 di Darius Milhaud con Reginald Kell (clarinetto), Paul Draper (fagotto), George Eskdale (tromba) e Anthony Pini con Walter Goehr e, nell'aprile 1955 la trasmissione del (1950) Trio per Flauto in La minore di Harold Truscott alla BBC. Appare anche in una registrazione del Settetto di Ravel e registrò le suite di Bartók con la New Symphony Orchestra diretta da Franco Autori.

## Problemi negli anni successivi
Uno sviluppo promettente iniziò quando Pougnet formò un trio con Wilfrid Parry (pianoforte) e Dennis Brain (corno), che andò in tournée in Scozia per due volte. Il gruppo aveva pianificato nel 1957 di visitare l'Australia, ma questi piani furono distrutti dalla morte di Dennis Brain in un incidente automobilistico alla fine del 1957. Più tardi nella vita Pougnet subì una serie di disgrazie. Già nel 1946 era stato notato per il suo entusiasmo per il bricolage. Qualche tempo dopo, mentre era impegnato in questo, si ferì ai tendini del braccio e fu costretto a smettere di suonare. Dopo un lungo periodo di ritiro allenò le dita a suonare di nuovo ed iniziò a esibirsi, ma molto presto gli fu diagnosticato un cancro, che lo portò lentamente alla morte.
Nei suoi ultimi anni visse a Worthing ed insegnò il violino nelle scuole di tutto il West Sussex. È stato fondatore della West Sussex County Youth Orchestra ed è stato il loro direttore d'orchestra per molti anni. Essendo ateo, la sua registrazione del Concerto per violino di Delius fu suonata al suo funerale.
Pougnet suonava uno strumento di Gennaro Gagliano.